# Strand (eiland)

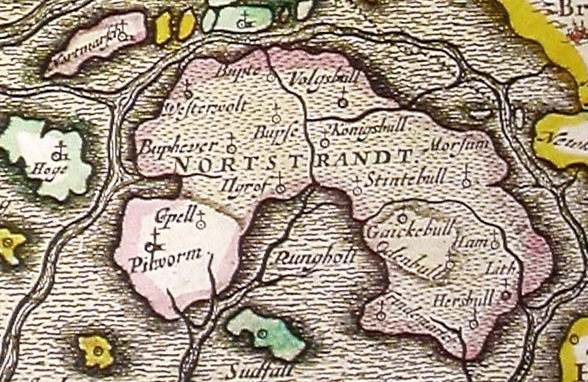
Deze kaart van Joan Blaeu (1662) toont het voormalige eiland Strand

Strand, ook wel Alt-Nordstrand of Nordstrand genoemd, was een groot Waddeneiland voor de westkust van de Duitse regio Sleeswijk-Holstein. Het eiland verdween tijdens de Burchardivloed, ook Tweede Grote Mandrenke genoemd, een stormvloed langs de westkust van Sleeswijk-Holstein in de nacht van 11-12 oktober 1634. 
Strand speelde een belangrijke rol in de handel en visserij langs de Waddenkust. De inwoners van de Noord-Friese Waddeneilanden werden gezamenlijk Strand-Friezen of Strandingers genoemd.
Tijdens de Burchardivloed in de nacht van 11-12 oktober 1634 kwamen naar schatting 6000 inwoners van Strand om, en zo'n 1300 huizen, 28 windmolens en 50.000 stuk vee op Strand gingen verloren. Als gevolg van de stormvloed viel Strand uiteen in drie eilanden: Nordstrand en Pellworm en het eilandje (halligen) Nordstrandischmoor. Het eilandje Südfall tussen Nordstrand en Pellworm maakte niet deel uit van Strand.
Eerder, in 1362, was Strand al zwaar getroffen door de Sint-Marcellusvloed. Hierbij verdween het havenstadje Rungholt op Strand. Tot eind 20e eeuw waren overblijfselen van deze stad zichtbaar, maar inmiddels zijn de laatste resten weggespoeld door de zee. Rungholt lag ergens tussen Pellworm en Nordstrand.
De inwoners van het eiland zouden enkele jaren voor de stormvloed in opstand zijn gekomen tegen Hertog Frederik III van Sleeswijk-Holstein-Gottorp, die over Strand heerste. Volgens de overlevering zou de hertog daarop de wens hebben uitgesproken dat het eiland in zee zou zinken. Nadat Strand in 1634 uiteengereten werd, liet Frederik III de overgebleven eilanden door Nederlanders bevolken, die dijken bouwden om de eilanden te beschermen.
- Gemeinsame Normdatei: 4416258-3
- Virtual International Authority File: 239627620